# Confederação Nacional das Profissões Liberais
A Confederação Nacional das Profissões Liberais - CNPL é uma das confederações sindicais das profissões liberais do Brasil. Foi fundada em 11 de fevereiro de 1953, e reconhecida oficialmente pelo governo como instituição sindical representante dos profissionais liberais no ano seguinte, por meio do Decreto 35.575/54.
Em 2008, englobava 38 federações nacionais, estaduais e interestaduais, além de mais de 600 sindicatos de profissões regulamentadas. Em 2017, entrou com uma ação judicial no STF contra um decreto do Governo Michel Temer que flexibilizaria o entendimento sobre trabalho escravo.

## Federações filiadas
- Federação Brasileira dos Protéticos Dentários
- Federação Brasileira dos Administradores
- Federação dos Contabilistas no Centro-Oeste
- Federação dos Contabilistas do Estado de Minas Gerais
- Federação dos Contabilistas de Santa Catarina
- Federação dos Contabilistas de São Paulo
- Federação dos Contabilistas do Paraná
- Federação dos Contabilistas dos Estados do Rio de janeiro, Espírito Santo e Bahia
- Federação dos Contabilistas do Norte e Nordeste
- Federação dos Contabilistas do Rio Grande do Sul
- Federação dos Odontologistas do Estado de São Paulo
- Federação Intersindical de Pernambuco
- Federação Intersindical de Profissionais Liberais no Estado da Bahia
- Federação Intersindical de Profissionais Liberais no Estado do Alagoas
- Federação Intersindical de Profissionais Liberais no Estado do Mato Grosso do Sul
- Federação Intersindical dos Profissionais Liberais do Estado do Paraná
- Federação Intersindical dos Profissionais Universitários e de Nível Médio do Rio Grande do Sul
- Federação Intersindical dos Farmacêuticos
- Federação Nacional dos Administradores
- Federação Nacional dos Advogados
- Federação Nacional dos Arquitetos e Urbanistas
- Federação Nacional dos Assistentes Sociais
- Federação Nacional dos Corretores de Imóveis
- Federação Nacional dos Fisioterapêutas e Terapêutas Ocupacionais
- Federação Nacional dos Médicos Veterinários
- Federação Nacional dos Odontologistas
- Federação Nacional dos Profissionais da Química
- Federação Nacional dos Profissionais em Relações Públicas
- Federação Nacional dos Psicólogos
- Federação Nacional dos Sociólogos
- Federação Nacional dos Técnicos Industriais